# William T. Vollmann

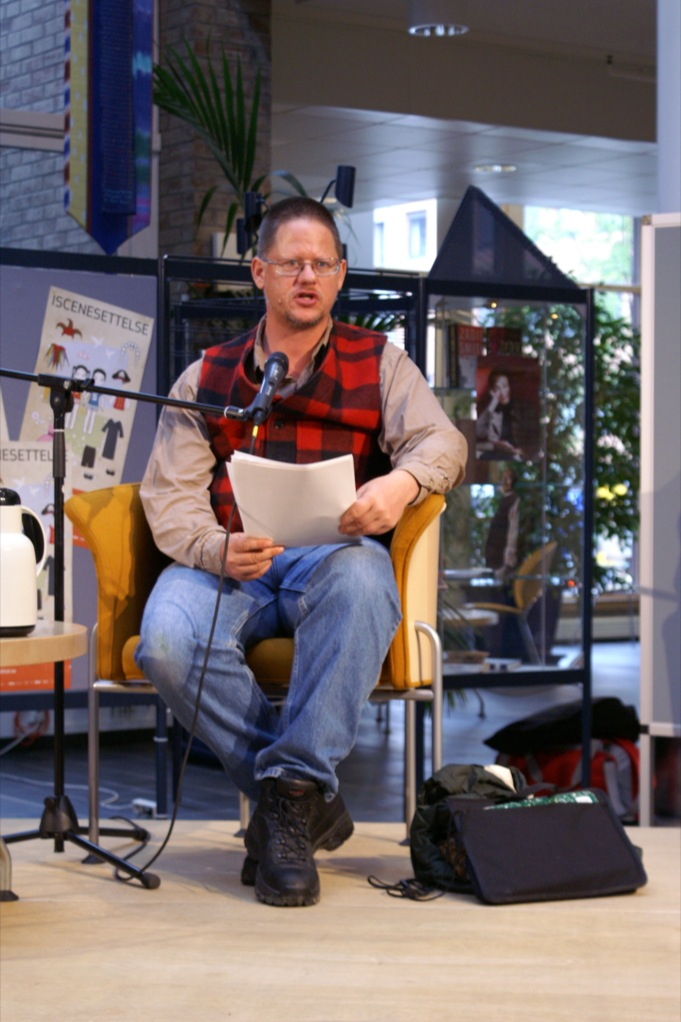
William T. Vollmann (2006)

William Tanner Vollmann (* 28. Juli 1959 in Los Angeles, Kalifornien) ist ein amerikanischer Romancier, Journalist, Autor von Kurzgeschichten und Essayist.

## Leben
Vollmann studierte am Deep Springs College und erwarb einen Bachelor in Komparatistik an der Cornell University.
Als Vollmann seinen ersten Roman You Bright and Risen Angels schrieb, arbeitete er als Computerprogrammierer. Während der sowjetischen Intervention in Afghanistan reiste er nach Afghanistan und schrieb über diese Erfahrung in An Afghanistan Picture Show, or, How I Saved the World. Er publizierte Texte über das Reisen in der Zeitschrift Spin Magazine wie auch in The New Yorker und schreibt manchmal für die New York Times Book Review.
2004 erschien Rising Up and Rising Down, eine 3.300 Seiten lange, siebenbändige illustrierte Abhandlung über Gewalt, die für den National Book Critics Circle Award nominiert wurde. Vollmann hatte daran über 20 Jahre lang gearbeitet und versuchte, umfassend die Ursachen und Folgen von Gewalt zu untersuchen sowie die mit ihr verbundenen ethischen Fragen. Ein großer Teil des Textes besteht aus Vollmanns Reportagen über Gewalt in Kambodscha, Somalia und Irak.
Vollmanns Werke beschäftigen sich unter anderem mit der Besiedlung Nordamerikas (Seven Dreams: A Book of North American Landscapes, ein Zyklus aus sieben Romanen) und mit Menschen am Rande des Krieges, der Armut und der Hoffnung.
Sein Roman Europe Central, der sich mit den Kämpfen zwischen Deutschland und der Sowjetunion beschäftigt, erhielt 2005 den National Book Award für Fiktion; seine Übertragung ins Deutsche durch Robin Detje wurde 2014 mit dem Preis der Leipziger Buchmesse ausgezeichnet.

## Veröffentlichungen
- Warum ich schreibe; Blumen im Haar; Inkarnationen des Mörders; Der verbrennende Falter. William T. Vollmann im Gespräch mit Larry McCaffery in: Schreibheft, Nr. 55 (2000).
- Afghanistan Picture Show oder Wie ich lernte, die Welt zu retten. Marebuchverlag, Hamburg 2003, ISBN 3-936384-10-X (dt. von Peter Torberg).
  - Taschenbuchausgabe unter dem Titel: Afghanistan Picture Show oder Wie ich die Welt rettete. Suhrkamp, Frankfurt am Main 2008, ISBN 978-3-518-45940-9.
- Huren für Gloria. Suhrkamp, Frankfurt am Main  2006, ISBN 3-518-41747-9.
- Hobo Blues. Ein amerikanisches Nachtbild. Suhrkamp, Frankfurt am Main  2009, ISBN 978-3-518-42019-5.
- Sperrzone Fukushima. Ein Bericht. Suhrkamp, Berlin 2011, ISBN 978-3-518-06210-4.
- Europe Central. Suhrkamp, Berlin 2013, ISBN 978-3-518-42368-4 (übersetzt von Robin Detje).
- Arme Leute. Reportagen., Berlin 2018, ISBN 978-3-518-07361-2 (übersetzt von Robin Detje).
- Carbon Ideologies. 2 Bände. No Immediate Danger; No Good Alternative. Viking, 2018